# Signalexemplar
Als Signalexemplar oder Vorausband werden im Verlagswesen die ersten Bücher einer Auflage bezeichnet, die der Verlag, der Zensor sowie der Autor oder Herausgeber direkt aus der Druckerei nach Beendigung aller Arbeiten erhalten. Es entspricht in der Druckausführung den später auszuliefernden Exemplaren der gesamten Auflage und soll dem Empfänger anzeigen, dass mit dem Binden der Bücher begonnen werden soll. Hierzu wird anhand des Signalexemplars die Freigabe erbeten.